# Estació de Badalona Pompeu Fabra
Badalona Pompeu Fabra és una estació del metro de Barcelona de la Línia 2 que es va inaugurar el juliol de 2010, situada a la plaça de Pompeu Fabra, al centre de Badalona.
En un futur podria arribar-hi la Línia 1 del metro.
L'estació es va construir a l'illa Fradera. Encara que abans de la seva inauguració fou anomenada provisionalment Badalona Centre, la pressió ciutadana va fer dedicar el nom de la plaça, i el de l'estació, al mestre Pompeu Fabra pel seu llarg vincle amb Badalona.

## Serveis ferroviaris
| Metro de Barcelona     |             |       |                  |                        |
| Procedència/Destinació | <           | Línia | >                | Procedència/Destinació |
| Paral·lel              | Pep Ventura |       | terminal         | terminal               |
| Projectat              |             |       |                  |                        |
| El Prat Estació        | Bufalà      |       | Badalona Estació | Badalona Estació       |

## Accessos

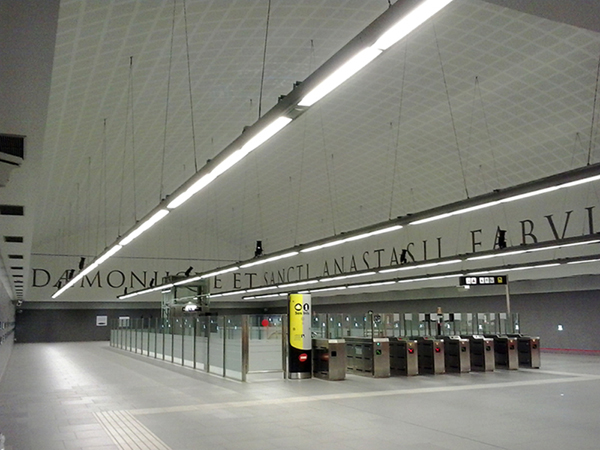
Vestíbul per l'accés de l'Av. Martí Pujol

- Avinguda Martí i Pujol
- Carrer de la Creu

## Imatges

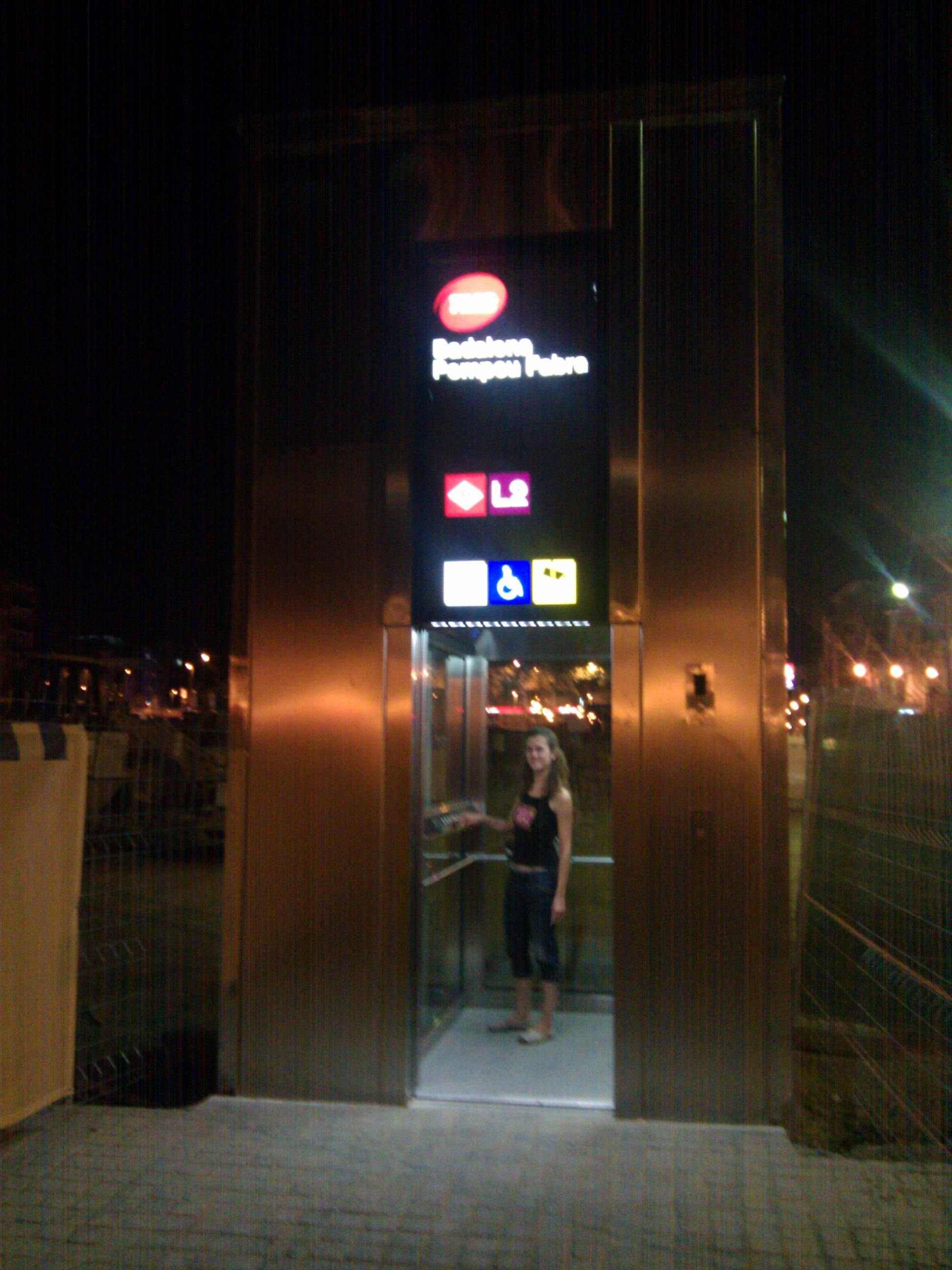
Ascensor al carrer
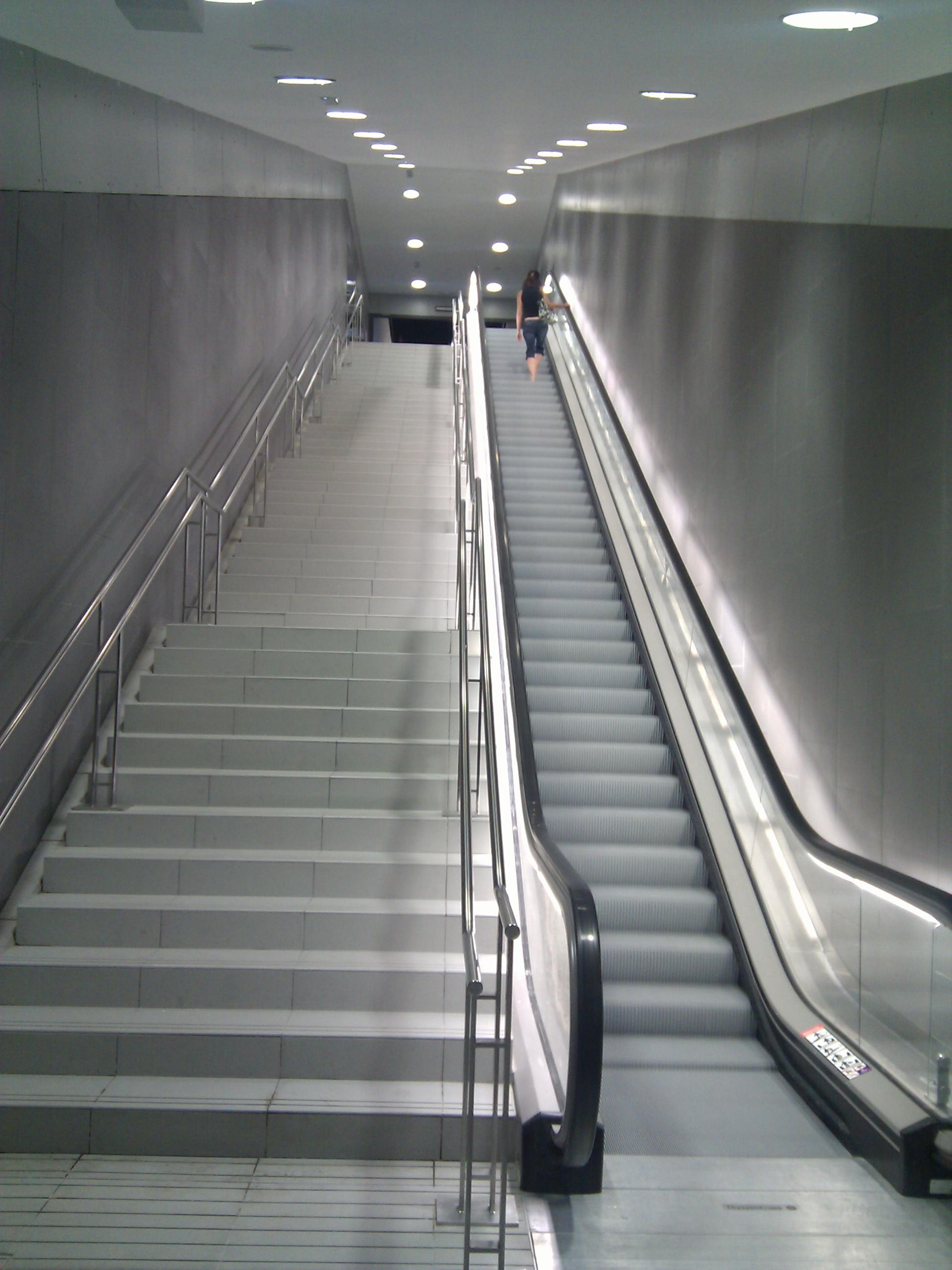
Escales mecàniques
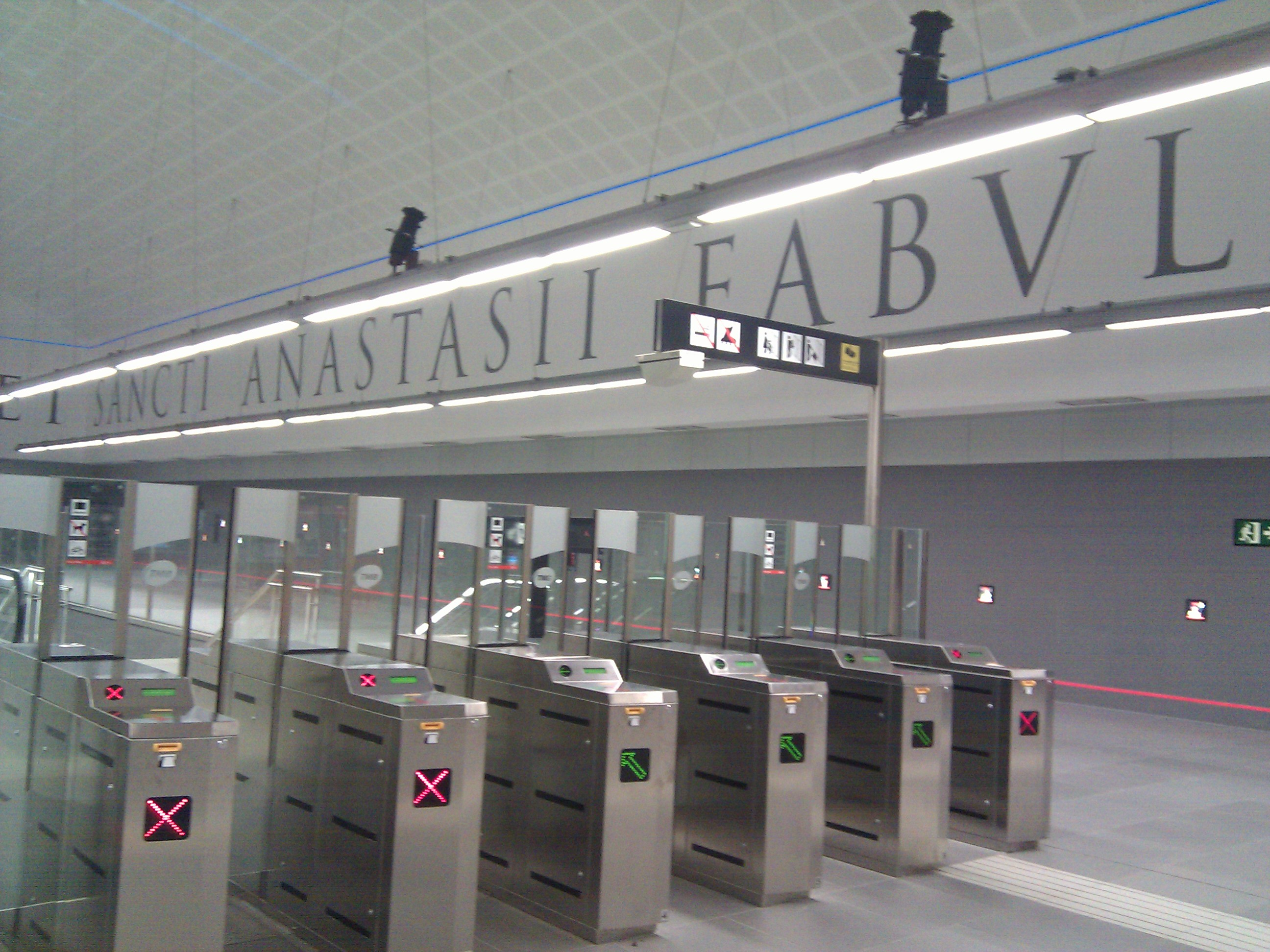
Validadores
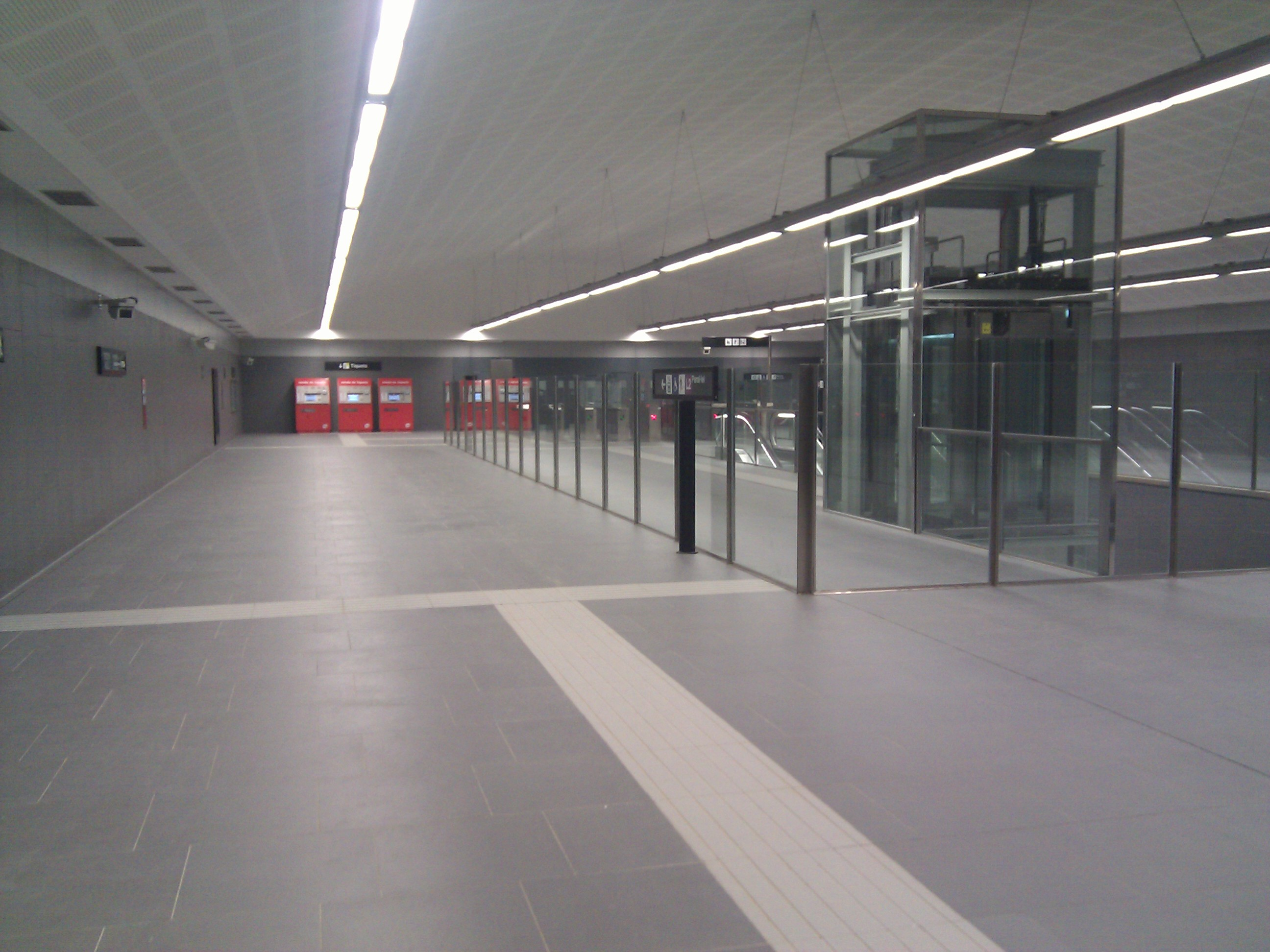
Vestíbul